# Австрійська імперія
Австрійська імперія (німецька Kaiserthum Oesterreich, сучасний правопис Kaisertum Österreich, вимова [ˌkaɪzɐtuːm ˈøːstəʁaɪç] ( прослухати)) — державне утворення зі столицею у Відні, що об'єднувало спадкові володіння Габсбургів, які до цього не мали загальної назви. Існувало у 1804—1867 роках. Надалі — частина Австро-Угорщини.

## Коротка історія

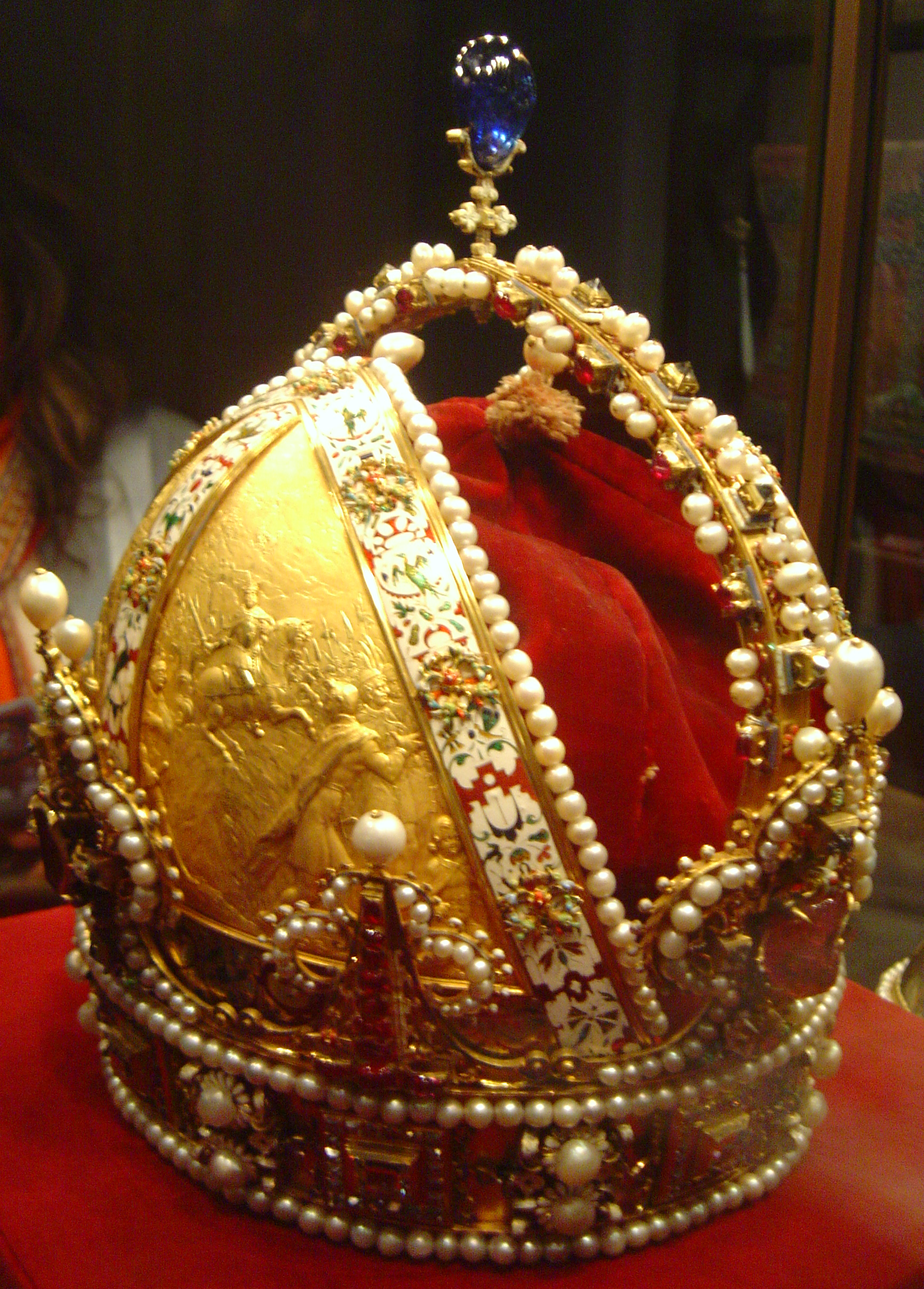
Корона Австрійської імперії

Як державне утворення Австрія бере початок з 976 року, коли Леопольд Бабеберг став марграфом Східної марки зі столицею у місті Мельк, утвореної в складі Баварського герцогства. У 1156 році імператор Фрідріх I Барбаросса підняв її статус до рівня герцогства. Зі смертю у 1246 році Фрідріха II чоловіча лінія Бабенбергів перервалась і після кількох років боротьби між баденською і богемською знаттю у 1278 році Австрійське герцогство стало володінням німецького короля Рудольфа Габсбурга. Після того як Карл IV Люксембурзький «Золотою буллою» виключив австрійських правителів зі складу колегії виборців імператора, герцог Австрії, Штирії та Каринтії Рудольф IV шляхом фальсифікації імперських указів у 1358 році запровадив титул «ерцгерцог» (щось на кшталт «великий герцог»). Поступаючись статусом лише курфюрсту і королю, цей титул був визнаний лише через століття, коли його прийняв імператор Фрідріх III Габсбург. З 1482 року він став спадковим і надалі його носили всі імператори Священної Римської імперії, крім Карла VII Віттельсбаха, який правив у 1742-45 роках.
5 липня 1792 року, через три місяці по смерті Леопольда II, імператором став його син Франц Габсбург. Вихований у Відні при дворі свого дядька імператора Йосифа II, який вважав племінника малопридатним до державних справ, 24-річний Франц II опинився у вирі пертурбацій, які охопили Європу після Французької революції. Він не доклав вагомих зусиль для звільнення своєї тітки королеви Марії Антуанетти, дружини Людовика XVI, страченої на гільйотині через півроку після чоловіка, натомість підтримав Фландрську кампанію держав антифранцузької коаліції, в результаті якої втратив Австрійські Нідерланди. Отримавши як компенсацію Венецію та її володіння в Істрії і Далмації, Франц II спробував переглянути умови Кампо-Формійського миру 1797 року, проте участь Австрії у війні Другої коаліції виявилась також невдалою: її війська були розгромлені під Маренго і за підписаним у 1801 році Люневільським миром вона була змушена визнати незалежність Голландії та Швейцарії і анексію лівобережжя Рейну, в тому числі, земель трьох духовних курфюрств — Кельну, Майнцу і Тріру.
Під тиском Франції та Росії після тривалих переговорів і при фактичному ігноруванні позиції Франца II у 1803 році було прийняте рішення про реорганізацію Священної Римської імперії, яке передбачало кардинальну зміну її складу і структури, — церковні володіння на території Німеччини мали бути секуляризировані, припиняли своє існування майже всі імперські міста й загалом понад сто державних утворень на її території.

Перед загрозою подальших агресивних дій Наполеона Бонапарта, конституційною поправкою 18 травня 1804 року проголошеного французьким імператором, що з високою ймовірністю привели б до повного краху Священної Римської імперії, і бажаючи зберегти імперський статус для своєї родини у разі її розпуску, 1 серпня Франц II спеціальним актом запровадив спадковий титул «імператора Австрії», яким 11 серпня 1804 року наділив себе і всіх своїх нащадків з Габсбург-Лотаринзького династичного дому. Під іменем Франц I він став правителем Австрійської імперії, куди увійшли коронні землі Габсбургів, зокрема і Угорщина, яка ніколи не була частиною Священної Римської імперії, й носив титул імператора двох держав, офіційно іменуючись «Франц Другий, благодаттю Божою обраний Римський імператор, на всі часи Август, спадковий імператор Австрії, король Німеччини, Єрусалиму, Угорщини, Богемії, […], ерцгерцог Австрії, герцог Лотарингії, Венеції, Зальцбурга […]».
Відтак Імперія створена 1804 року імператором Францом ІІ у відповідь на проголошення імператором Наполеона I. 1806 року під тиском Наполеона була скасована Священна Римська імперія, монархом якої традиційно був правитель Австрії.
Австрія та деякі частини Священної Римської імперії виступили проти Франції та її німецьких союзників у складі третьої коаліції, що привело до розгрому при Аустерліці на початку грудня 1805 року. Через цю поразку, Франц II погодився на принизливий Пресбурзький мир (грудень 1805).
Відповідно до цього миру Австрія поступалась Наполеону як королю Італїї Венеційською областю, Істрією (окрім Трієсту) та Далмацією й визнавала всі французькі захоплення в Італії. Крім того, Австрія втратила також усі свої володіння на захід від Каринтії, які переходили під владу головних союзників Наполеона у імперії: Баварія отримала Тіроль з Бріксеном та Трентом, Форарльберг, правобережжя Інну, Бургау та Ліндау, а також Пассау та Айхштет, відторгнуті від Зальцбургського курфюрства; Вюртемберг отримав колишні австрійські володіння у Швабії: Альтдорф, Гогенберг, Нелленбург, Егінген та Бондорф; Баден отримав Констанц, а також територію герцогства Брайсгау, включаючи Фрайбург та Ортенау. Ба, імператор Франц II визнав за монархами Баварії та Вюртемберга титули королів, що вивело їх з-під влади інститутів Священної Римської імперії. Австрія також сплачувала Франції контрибуцію в сумі 40 млн флоринів. Як компенсацію Австрія отримала відносно невелику територію, що включала Зальцбург та колишнє  Берхтесгаденське пробство, а для колишнього курфюрста Зальцбурзького Фердинанда III Габсбурга було створено нове Вюрцбурзьке герцогство.
Зміни, передбачені Пресбурзьким миром 1805 р., означали кінець австрійської переваги у Священній Римській імперії та сприяли її скасуванню 1806 року.
Після поразки Австрійської імперії у австро-прусській війні 1866 року Відень вийшов зі складу Німецького союзу. 1867 року Австрійська імперія згідно з австро-угорською угодою перетворена в двоєдину монархію — Австро-Угорщину, що ділилася на землі австрійської і угорської корони як і раніше зі спільним монархом — австрійським імператором з династії Габсбургів, який автоматично одержував титул короля угорського.

## Створення
Зміни складу Австрійської імперії відбулися під час конференції в Раштаті (1797—1799) і Регенсбурзі (1801—1803). 24 березня 1803 року було оголошено Німецька медіатизація (нім. Reichsdeputationshauptschluss), що значно скоротило кількість територій з 81 до 3 та імперських міст з 51 до 6. Ця міра була направлена на заміну старої конституції Священної Римської імперії, але фактично Німецька медіатизація була кінцем Священної Римської імперії. Через ці зміни німецький імператор Франц II отримав титул імператора Австрії, для себе і своїх нащадків, відмовившись від титулу германо-римського імператора наприкінці 1806 року.
Падіння і розпад імперії був прискорений французькою інтервенцією в імперію у вересні 1805 року. 20 жовтня 1805 австрійська армія на чолі з генералом Карл Мак фон Лейберих зазнала поразки від французької армії біля міста Ульм. Результатом французької перемоги було захоплення 20000 австрійських вояків і багатьох гармат. Армія Наполеона виграла чергову перемогу в битві під Аустерліцем 2 грудня 1805. У світлі цих подій Франц II був змушений вести переговори з французами з 4 по 6 грудня 1805 року. Ці переговори були підсумовані у перемир'ї 6 грудня 1805 р.
Французькі перемоги заохотили правителів деяких імперських територій відстоювати свою формальну незалежність від імперії. 10 грудня 1805, герцог курфюрства Баварії проголосив себе королем, а за ним курфюст герцогства Вюртемберг 11 грудня. Нарешті, 12 грудня, маркграф Бадену привласнив титул Великого князя. Крім того, кожна з цих нових країн підписали договір з Францією і стала французькими союзниками. Пресбурзький мир між Францією і Австрією, підписаний в Пресбурзі (наразі Братислава, Словаччина) 26 грудня, розширив терен німецьких союзників Наполеона за рахунок переможеної Австрії.
12 липня 1806 було створено Рейнський союз у складі 16 держав. Ця конфедерація, під протегуванням Франції, поклала кінець Священної Римської імперії. 6 серпня 1806 Франц II визнав новий стан речей і проголосив скасування Священної Римської імперії.
11 серпня 1804 Франц II прийняв титул першого імператора Австрії, імперія простяглась від сучасної Італії до сьогоденної Польщі. Імператор також носив титул короля Угорщини, Богемії, Хорватії, Славонії і Далмації, Галичини і Володимирії, а також був головнокомандувачем Імперської армії (нім. Kaiserlich-königliche Armee). Імперія була унітарною структурою, хоча певна міра автономії залишилася в Угорщини і Тіролю.

## Коронні землі
- Богемське королівство (Königreich Böhmen)
- Угорське королівство (Königreich Ungarn)
- Іллірійське королівство (Königreich Illyrien)
- Далмацьке королівство (Königreich Dalmatien)
- Хорватське королівство (Königreich Kroatien), включаючи Військову границю (Militärgrenze) 1578—1871
  - Славонське королівство (Königreich Slawonien) підпорядкування Хорватії 1744—1849; самостійне 1849—1868
- Королівство Галичини та Володимирії (Königreich Galizien und Lodomerien)
- Ломбардо-Венеційське королівство (Lombardo-Venezianisches Königreich)
- Австрійське ерцгерцогство (Erzherzogtum Österreich)
- Каринтійське герцогство (Herzogtum Kärnten)
- Крайнинське герцогство (Herzogtum Krain)
- Зальцбурзьке герцогство (Herzogtum Salzburg)
- Сілезьке герцогство (Herzogtum Schlesien)
- Штирійське герцогство (Herzogtum Steiermark)
- Буковинське герцогство (Herzogtum Bukowina)
- Трансильванське князівство (1711—1867) (Großfürstentum Siebenbürgen)
- Моравське маркграфство (Markgrafschaft Mähren)
- Тірольське графство (Gefürstete Grafschaft Tirol)
- Графство Гориця і Градишка (Grafschaft Görz und Gradisca)
- Форарльберг
- Істрійське маркграфство (Istrien)
- Імперське Вільне місто Трієст
- Воєводство Сербія й Банат Тімішоара (Die serbische Wojwodschaft und das temeser Banat)
- Військова границя